# Слободян, Сергей Сергеевич
Сергей Сергеевич Слободян (род. 4 августа 1999, Саяногорск, Хакасия, Россия) — российский боксёр-любитель, выступающий в тяжёлой весовой категории.
Выступает за сборную России по боксу, мастер спорта России (2020), чемпион Боливарианских АЛБА игр (2023), трёхкратный бронзовый призёр чемпионата России (2019, 2022, 2023), многократный победитель и призёр международных и национального первенств в любителях.

## Любительская карьера
Свой спортивный путь Сергей начинал под руководством тренера Виктора Кочелорова, но сегодня спортсмен тренируется под руководством Николая Дружинина.

### 2019—2020 годы
В ноябре 2019 года стал бронзовым призёром в категории до 91 кг на чемпионате России в Самаре, где он по ходу соревнований победил Игоря Фёдорова, Абубакар-Салаха Муцелханова, в четвертьфинале досрочно победил Владислава Ревуцкого, но в полуфинале по очкам проиграл Владиславу Иванову.
В начале декабре 2020 года в Оренбурге участвовал в чемпионате России в категории до 91 кг борясь за место в составе национальной сборной для участия в квалификационном отборочном турнире на Олимпийские игры в Токио. Но там он в 1/8 финала единогласным решением судей (0-5) проиграл Эльбрусу Акперову.

### 2021 год
В мае 2021 года, в Серпухове завоевал бронзовую медаль первенства России среди юниоров 19-22 лет в весовой категории до 91 кг, в полуфинале в очень конкурентном бою по очкам проиграв курскому боксёру Владимиру Орехову.
В июне 2021 года вместе со сборной командой СФО участвовал в командном Кубке России по боксу прошедшем в Екатеринбурге, в одном из боёв по очкам победив Андрея Батырева из команды ЦФО.
В конце августа — начале сентября 2021 года в Кемерово участвовал в чемпионате России в категории до 92 кг. Где он в 1/16 финала досрочно нокаутом в 3-м раунде победил Сергея Середу, затем в 1/8 финала по очкам победил Владислава Комарова, но в четвертьфинале по очкам проиграл Андрею Стоцкому, — который в итоге стал чемпионом России 2021 года.

### 2022 год
В начале мая 2022 года завоевал серебряную медаль на международном открытом турнире посвященному Дню Победы в Гомеле (Белоруссия), в финале по очкам проиграв опытному белорусу Владиславу Смягликову.
В конце мая 2022 года стал победителем международного турнира по боксу памяти Героя Советского Союза Константина Короткова прошедшего в Хабаровске, где в финале, в упорном поединке он сумел вырвать победу у представителя команды Сирии.
В августе 2022 года был зарегистрирован как участник в категории до 92 кг во Всероссийской Спартакиаде в Москве между субъектами РФ по летним видам спорта среди сильнейших спортсменов, но в соревнованиях он не участвовал, а вместо него в четвертьфинале выступил Илья Плоцын (Московская область) и проиграл Рамазану Дадаеву, — который в итоге стал серебряным призёром Всероссийской Спартакиады 2022 года.

### 2023 год
В апреле 2023 года стал победителем в весе до 92 кг V-х Боливарианских АЛБА игр в Каракасе (Венесуэла), где он в полуфинале по очкам (5:0) победил опытного никарагуанца Джеффри Гонсалеса, и в финале победил кубинца Альберто Херейда.
В августе 2023 года в Хабаровске стал бронзовым призёром чемпионата России в категории до 92 кг, где он в 1/8 финала соревнований по очкам (5:0) победил Андрея Хлыновского, в четвертьфинале по очкам (5:0) победил Дениса Козлова, но в полуфинале проиграл опытному Андрею Стоцкому путём не явки на бой из-за серьёзной травмы.

## Профессиональная карьера
В июне — июле 2022 года в составе команды «Сибирь» участвовал в коммерческом командном всероссийском турнире «Матч ТВ Кубок Победы» организованным телеканалом «Матч ТВ» с призовым фондом в 20 млн. рублей. Этот турнир прошёл по полупрофессиональным правилам: проходили 4-х раундовые бои по профессиональным правилам, но в мягких любительских боксёрских перчатках. Слободян выступал в весе до 92 кг, где он в частности, на первом этапе соревнований раздельным решением судей одержал победу над Игорем Фёдоровым из команды «Ленинград», но затем на следующих этапах он проиграл опытному Вадиму Щеблыкину из команды «Тулы» и Егору Плоцыну из команды «Москва», а в итоге команда «Сибирь» не вошла в число трёх призовых команд.

## Статистика профессиональных боёв
В таблице перечислены результаты всех поединков боксёров.
В каждой строке указан результат поединка. Дополнительно номер поединка обозначен цветом, который обозначает итог поединка. Расшифровка обозначений и цветов представлена в нижеследующей таблице.
| Пример | Расшифровка                     |
| ------ | ------------------------------- |
|        | Победа                          |
|        | Ничья                           |
|        | Поражение                       |
|        | Планируемый поединок            |
|        | Поединок признан несостоявшимся |
| КО     | Нокаут                          |
| ТКО    | Технический нокаут              |
| PTS    | Решение судей (по очкам)        |
| UD     | Единогласное решение судей      |
| MD     | Решение большинства судей       |
| SD     | Раздельное решение судей        |
| RTD    | Отказ от продолжения боя        |
| DQ     | Дисквалификация                 |
| NC     | Поединок признан несостоявшимся |

| 1 поединок, 1 победа (0 нокаутом). | 1 поединок, 1 победа (0 нокаутом). | 1 поединок, 1 победа (0 нокаутом). | 1 поединок, 1 победа (0 нокаутом). | 1 поединок, 1 победа (0 нокаутом).                          | 1 поединок, 1 победа (0 нокаутом). | 1 поединок, 1 победа (0 нокаутом).                          |
| Бой                                | Рекорд                             | Дата боя                           | Соперник                           | Место проведения боя                                        | Раундов, время                     | Дополнительно                                               |
| ---------------------------------- | ---------------------------------- | ---------------------------------- | ---------------------------------- | ----------------------------------------------------------- | ---------------------------------- | ----------------------------------------------------------- |
| 1                                  | 1-0                                | 30 июня 2023                       | Рахимжон Кахрамонов (1-0)          | ДС им. Ивана Ярыгина, Красноярск, Красноярский край, Россия | UD 4 (4)                           | Дебют в профессиональном боксе. Счёт судей: 40-36 (трижды). |

## Спортивные результаты

### В любителях
- Чемпионат России по боксу 2019 года — ;
- Чемпионат России по боксу 2022 года — ;
- Чемпионат России по боксу среди юниоров 19-22 лет 2021 года — ;
- Международный открытый турнир посвященный Дню Победы в Гомеле 2022 года — ;
- Международный турнир памяти Героя Советского Союза Константина Короткова 2022 года — .